# Provincia Samut Songkhram
Samut Songkhram (în thailandeză สมุทรสงคราม) este o provincie (changwat) din Thailanda. Situată în regiunea de Centru, provincia Samut Songkhram are în componența sa 3 districte (amphoe), 38 de sub-districte (tambon) și 284 de sate (muban). 
Cu o populație de 194.143 de locuitori și o suprafață totală de 416,7 km2, Samut Songkhram este a 75-a provincie din Thailanda ca mărime după numărul populației și a 76-a după mărimea suprafeței.